# پیمان جهانی برای بهداشت و آلودگی
پیمان جهانی برای بهداشت و آلودگی (به انگلیسی: Global Alliance on Health and Pollution)، شبکه‌ای از آژانس‌ها در سطح بین‌المللی و ملی است که متعهد به رویکردی مشترک و چندبخشی برای رسیدگی به بحران جهانی آلودگی و اثرات بهداشتی و اقتصادی ناشی از آن هستند. هدف کلی پیمان جهانی برای بهداشت و آلودگی، کاهش مرگ و میر و بیماری ناشی از انواع آلودگی‌های سمی از جمله هوا، آب، خاک و زباله‌های شیمیایی به ویژه در کشورهای با درآمد کم و متوسط است.
در سال ۲۰۱۲، گروه زمین پاک (Pure Earth) با نمایندگانی از بانک جهانی، برنامه محیط زیست سازمان ملل متحد، برنامه عمران ملل متحد، سازمان توسعه صنعتی ملل متحد، بانک توسعه آسیایی، کمیسیون اروپا و وزارتخانه‌های محیط زیست و بهداشت بسیاری از کشورهای با درآمد کم و متوسط این پیمان را آغاز کردند تا استراتژی‌هایی برای مقابله با آلودگی و بهداشت ایجاد کنند. پیمان جهانی برای بهداشت و آلودگی به عنوان یک بنیاد در سال ۲۰۱۹ در ژنو، سوئیس ثبت شد.